# روكامبول (شخصية)

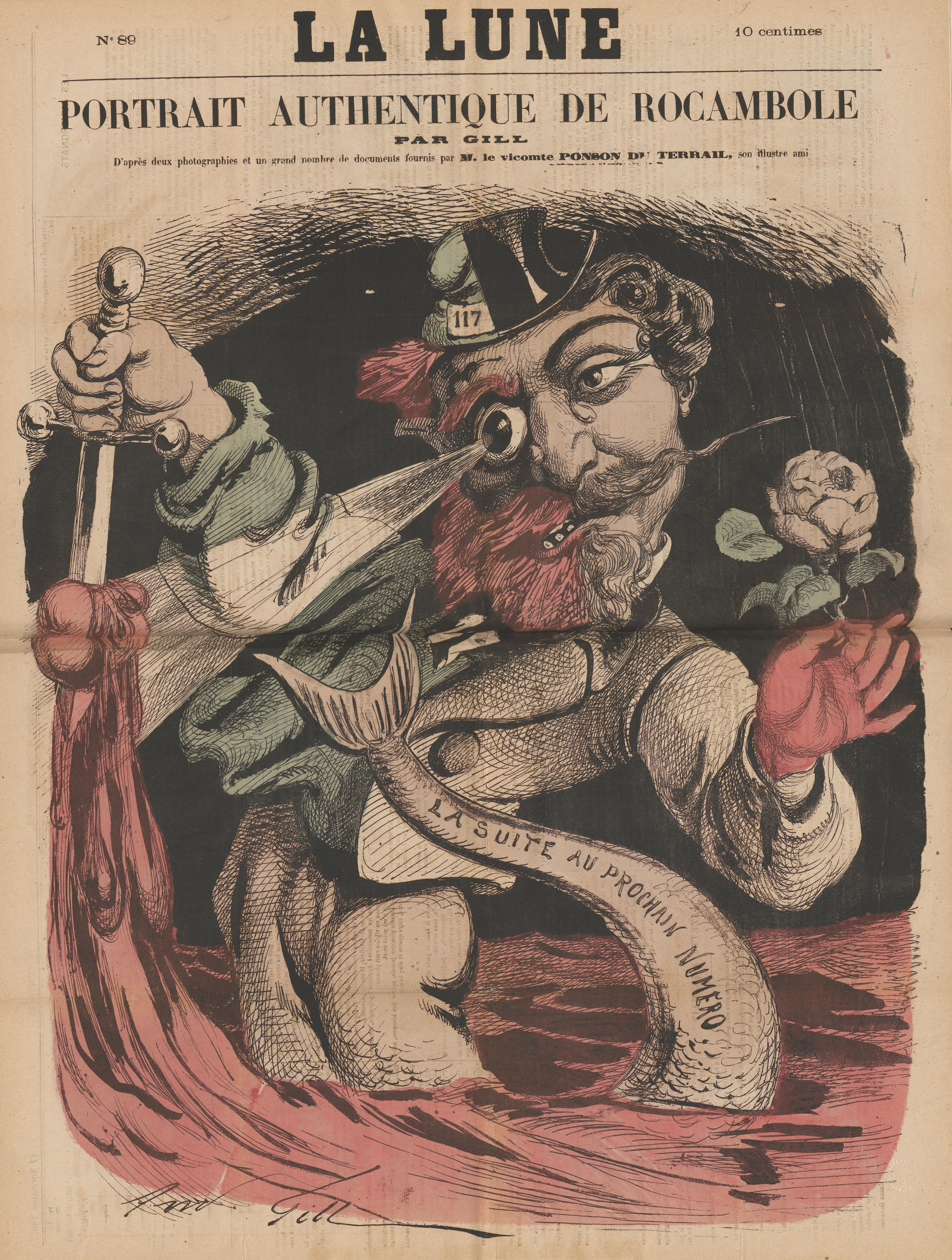
نابليون الثالث مصور من قبل أندري جيل كروكامبول، 1867

روكامبول هي شخصية مغامرة خيالية أنشأت من طرف بيير أليكسيس بونسون دو ترايل ، كاتب فرنسي من القرن التاسع عشر. أصبحت rocambolesque كلمة شائعة في الفرنسية و لغات أخرى للدلالة على أي نوع من المغامرات الخيالية.
1. ↑  "معلومات عن روكامبول (شخصية) على موقع web.archive.org". web.archive.org. مؤرشف من الأصل في 2017-03-29. اطلع عليه بتاريخ 2020-11-10.
2. ↑  "معلومات عن روكامبول (شخصية) على موقع comicvine.gamespot.com". comicvine.gamespot.com. مؤرشف من الأصل في 2020-11-10.
3. ↑  "معلومات عن روكامبول (شخصية) على موقع id.loc.gov". id.loc.gov. مؤرشف من الأصل في 2019-04-19.